# Мишенино (Смоленская область)
Мише́нино    — деревня  в  Смоленской области России,  в Сафоновском районе. Население – 409 жителей (2007 год)  .  Расположена в центральной части области  в 1 км к северо-востоку от города Сафонова,  в 0,5 км севернее автодороги М1 «Беларусь».  Входит в состав Беленинского сельского поселения.

## История
В годы Великой Отечественной войны деревня была оккупирована гитлеровскими войсками в сентябре 1941 года, освобождена в 1943 году..

## Экономика
Сельхозпредприятие, пилорама .